# Route nationale 4 (Madagaskar)
Route nationale 4 (N4) – to utwardzona droga krajowa o długości 570 km, biegnąca na terenie Madagaskaru. Zaczyna się w Antananarywie, w centrum kraju, po czym biegnie w kierunku północnym, przez miasta Ankazobe i Maevatana. Magistrala kończy się w północno-zachodniej części Madagaskaru, w Mahajanga, gdzie znajduje się port morski.

## Przebieg drogi
- Antananarywa
- Mahitsy
- Ankazobe
- Ankazosary
- Mahatsinjo
- Bekaratsaka
- Antanimbary
- Maevatanana
- Ambalanjanakomby
- Andranomamy
- Tsaramandroso
- Mahajanga